# Nicolas-Jean-Baptiste Raguenet
Pour les articles homonymes, voir Raguenet.
Jean-Baptiste Nicolas  Raguenet, né le 23 juillet 1715 à Paris (Paroisse Saint-Sulpice) et mort le 17 avril 1793 à Gentilly, est un peintre français.

## Biographie

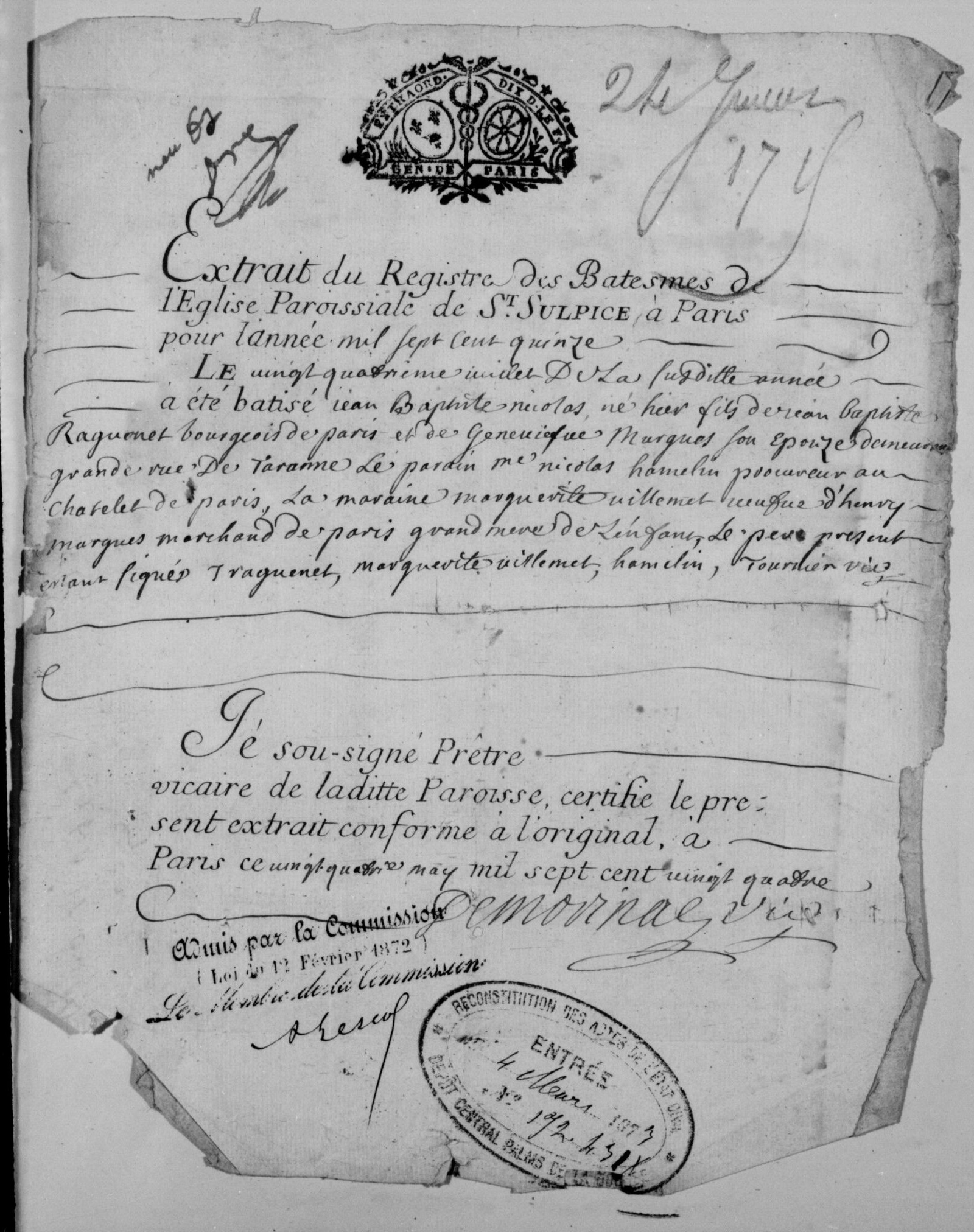
Acte de baptême de Jean-Baptiste-Nicolas Raguenet le 24 juillet 1715 en l'église Saint-Sulpice de Paris.

Nicolas Jean Baptiste Raguenet est le fils de Jean-Baptiste Raguenet (1682-1755), comédien, marchand de brocante et de tableaux et peintre, et de Geneviève Murgues. Il naît le 23 juillet 1715 grande rue de Taranne dans le Faubourg-Saint-Germain à Paris et il est baptisé le lendemain, 24 juillet 1715, en l'église Saint-Sulpice de Paris.
Maître peintre formé auprès de son père et, probablement, à l’académie de Saint-Luc – il ne fréquenta pas les cours de l’Académie royale –, il réside avec son père dans la « grande rue de Taranne », dans le faubourg Saint-Germain, puis rue Tiquetonne, au début des années 1730, puis rue de la Mortellerie, près la place de Grève à partir des années 1735-1741. À la mort de son père, en 1755, il réside désormais rue de la Licorne, paroisse Sainte-Madeleine, dans l’île de la Cité.
Ses premiers tableaux datés ne sont pas antérieurs à 1750. Il expose en 1752-1753 à l'exposition annuelle de l'Académie de Saint-Luc, dont il ne deviendra pourtant jamais membre. Il consacre alors l'essentiel de son œuvre à des vues de Paris (74 des 86 tableaux et dessins qui sont actuellement connus de lui), et notamment de la Seine. Cet artiste, qui a fait de l’espace entre le quai Saint-Bernard et le port Saint-Nicolas son atelier, a été appelé « Canaletti parisien ». D'une grande rigueur dans l'usage de la perspective, ses tableaux manifestent une précision quasi photographique, ce qui leur confère un certain intérêt documentaire. « Le point de vue adopté est celui du flâneur, qui contemple les rues, les places, les berges et les quais de la Seine, attachant aussi bien son regard aux maisons, au ciel qu'aux promeneurs, aux marchands, aux véhicules de toutes sortes, enfin, en un mot, à l'activité ambiante ».
À partir des années 1760, nombre de collectionneurs parisiens, et quelques collectionneurs étrangers, dont l’Anglais Horace Walpole, acquièrent ses toiles. En 1762, la marquise de Pompadour lui commande deux vues de son château de Menars.
En 1790, Nicolas Raguenet met en vente les toiles qu'il avait conservées par devers lui dans son atelier.
Plusieurs de ses œuvres sont acquises par le musée Carnavalet en 1882, lorsque Jules Cousin en était le directeur, auprès de l'établissement des bains de la Samaritaine. Le musée en possède actuellement au moins vingt-six.

## Œuvres
On connaît de lui :
- Vue de l’Archevêché, 1750 ;
- La Joute des mariniers, entre le pont Notre-Dame et le Pont-au-Change, 1751, Paris, musée Carnavalet ;Festivités qui eurent lieu pour la naissance du duc de Bourgogne.
- L’Hôtel de Ville et la place de Grève, 1751 ;
- Le Cabaret à l’Image Notre-Dame, sur la place de Grève, 1751 ;
- L’Ile Saint-Louis ;
- L’Hôtel Bretouvilliers ;
- L’Arsenal ;
- L’Ile Louviers ;
- Le Quai de la Salpétrière (Vue des bords de la Seine aux environs de la Salpétrière ;
- Le Village de Chaillot ;
- Vue du Pont-Neuf avec la Samaritaine, 1755), huile sur toile, 46 × 85 cm, Paris, musée Nissim-de-Camondo ;
- Maisons du cloître Notre-Dame, donnant sur la rivière, 1753 ;
- Vue des hauteurs de Chaillot, 1757 ;
- Le Pont-Neuf et le quai des Orfèvres, 1759 ;
- Vue des Tuileries et du Pont-Royal ;
- Le Louvre et le Pont Neuf, 1760 ;
- Vue de la Seine à Ivry, v. 1760 ;
- Le Château de Menars, 1762, commande de Madame de Pompadour ;
- L’Incendie de l’Hôtel-Dieu, 1772 ;
- Le Pont Neuf et la Samaritaine, 1777, Paris, musée Carnavalet.

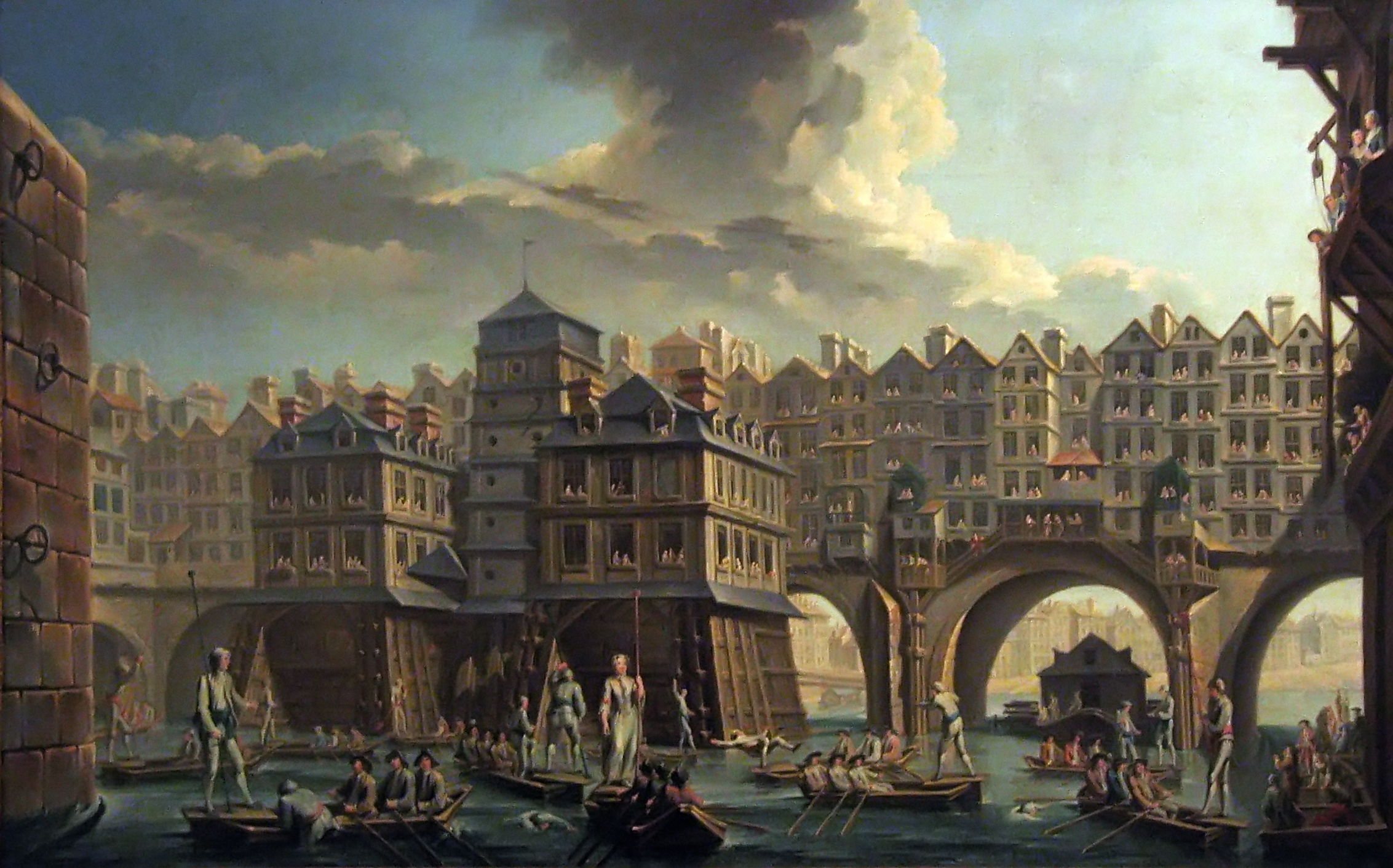
La joute des mariniers, 1756